# 吴道槐
吴道槐（1963年12月—），男，汉族，湖南华容人，中华人民共和国政治人物，中共第二十届中央纪委委员，曾任中华人民共和国人力资源与社会保障部副部长，中华人民共和国教育部党组成员、中央纪委国家监委驻教育部纪检监察组组长。2022年10月，出任中央纪委国家监委驻国务院办公厅纪检监察组组长。